# Werner Aspenström
Werner Aspenström est un poète suédois né le 13 novembre 1918 et mort le 25 janvier 1997. Il est membre de l'Académie suédoise, et occupe le siège 12 de 1981 à 1997.
C'est un ami de Stig Dagerman.

## Principales Œuvres
- Förberedelse (1943)
- Oändligt är vårt äventyr (1945)
- Skriket och tystnaden (1946)
- Snölegend (1949)
- Litania (1952)
- Hundarna (1954)
- Dikter under träden (1956)
- Bäcken (p1958)
- Trappan (1964)
- Sommar (1968)
- Tidigt en morgon, sent på jorden (1980)
- Sorl (1983)
- Varelser (1989)